# Louyse Bourgeois
För andra betydelser, se Louise Bourgeois.
Louyse (eller Louise) Bourgeois, gift Boursier, född 1563 utanför Paris, död 20 december 1636, var en fransk barnmorska och författare. 
Bougeois var hovbarnmorska åt Frankrikes drottning Maria av Medici.

## Biografi
Louise Burgeois föddes i en burgen familj och gifte sig med barberaren Martin Boursier 1584. När Henrik IV anföll Paris 1589 flyttade hon med parets tre barn in i staden där hon försörjde sig som brodös och barnmorska. Hon tog en officiell examen 1598 och öppnade praktik i Quartier Latin. När drottningen blev gravid utsågs Bourgeois, som sedan tidigare var barnmorska åt flera kvinnor vid hovet, till hovbarnmorska. Mellan 1601 och 1610 förlöste hon drottningen vid sex tillfällen, varav fyra på slottet i Fontainebleau. Bourgeois fick 500 livre för varje son hon förlöste och 300 för varje dotter och 1610 beviljades hon 300 livre om året i pension.
År 1609 utgav hon boken Diverse observationer rörande sterilitet, missfall, fertilitet, förlossning och kvinnors och barns sjukdomar, som hon själv hävdade var den första inom ämnet som skrivits av en barnmorska. Boken utkom i flera upplagor och översattes till tyska, nederländska och engelska.